# Батуев, Эрик
Э́рик Бату́ев (настоящее имя Вале́рий Никола́евич Бату́ев; 23 сентября 1969, Симанки, Завьяловский район, Удмуртская АССР — 31 марта 2002, Москва) — удмуртский поэт, русский писатель, журналист (специалист по событиям в «горячих точках»).

## Биография
Родился 23 сентября 1969 года в деревне Симанки Завьяловского района Удмуртии.
- 1975 — учёба в Пуро-Можгинской начальной школе Малопургинского района.
- 1976—1983 — учёба в санаторной школе г. Сарапула (3—4 кл.; 5 Бурановской средней школе Малопургинского района (5—6 кл.) и снова в санаторной школе г. Сарапула (7—8 кл.)
- Начало 1980-х гг. — первые публикации стихов, рассказов, новелл в детской газете «Дась лу!» («Будь готов!»).
- 1984—1987 — учёба в Можгинском ветеринарном техникуме, посещение занятий литературного кружка Можгинского педучилища, которым руководила преподаватель удмуртского и русского языков Т. С. Иванова.
- 1987—1988 — работа ветеринаром в колхозе им. Азина (д. Новая Казмаска) Завьяловского района.
- 1988—1990 — служба в пограничных войсках КГБ СССР в Хабаровском крае.
- 1991—1996 — учёба на факультете журналистики МГУ, 1996—2001 г. — в аспирантуре. Сотрудничество с редакцией газеты «Аргументы и факты». Был также парламентским корреспондентом.
- 1994 — Валерий Батуев принят в члены Союза писателей РФ.
- 1995 — вышел первый сборник стихов «Гольык» («Обнаженность»). Стажировка в Италии. Командировки в Чечню, Таджикистан, Турцию, Афганистан, Югославию (Косово), Иран, Палестину, Израиль. Начало серьёзной журналистской работы. В Чечне был контужен.
- 1996 — вышел сборник стихов «Тень моей жизни».
- 2000 — вышел сборник стихов «И по венам из сердца уходит любовь…»
- 2001, 2002 — в антологии «Поэты Москвы» (сост. Альмира Уральская) включены подборки стихов Валеры,
- 2002 — в номинации «Лучшая статья» отмечена работа Валеры о Палестине «Война обетованная», автору присуждена журналистская премия.

В ночь на 31 марта 2002 года Валерий Батуев убит с целью ограбления. На момент убийства — специальный корреспондент газеты «Московские новости».

## Дань памяти
- Май 2003 г. — «за талантливые стихи и яркую публицистику, за мужество и героизм поэта и журналиста» Валерий Батуев награждён (посмертно) премией Союза писателей г. Москвы «Венец».
- 2004 — Министерством народного образования УР 9 стихотворений Валерия Батуева включены в общеобразовательную программу средней школы.
- 2005 — Администрацией Завьяловского района учреждена ежегодная премия им. Эрика Батуева.
- Стихи и рассказы печатались в газетах и журналах: «Книжное обозрение», «Луч», «Смена», «МК-Воскресенье», в интернет-изданиях. Работал журналистом в газетах «Аргументы и факты», «МК», «Время МН».

В Ижевске смерть Эрика Батуева получила широкое освещение в СМИ. На телевидении Республики Удмуртия вышел документальный фильм о нём. Данное событие также было отмечено несколькими финно-угорскими изданиями.